# Bouzy
Bouzy é um pequeno município do departamento Marne, na região de Grande Leste

## Geografia
Esse município fica envolvido pelas comunas Tours Brisset e Vertuelle ao norte, Trépail ao nordeste, Ambonnay e Vaudemange ao leste, Condé-sur-Marne ao sudeste, Tours-sur-Marne e Bisseuil ao sudoeste, Fontaine-sur-Ay e Mutry ao oeste Tauxières-Mutry e Louvois ao noroeste.